# André-Marie Ampère

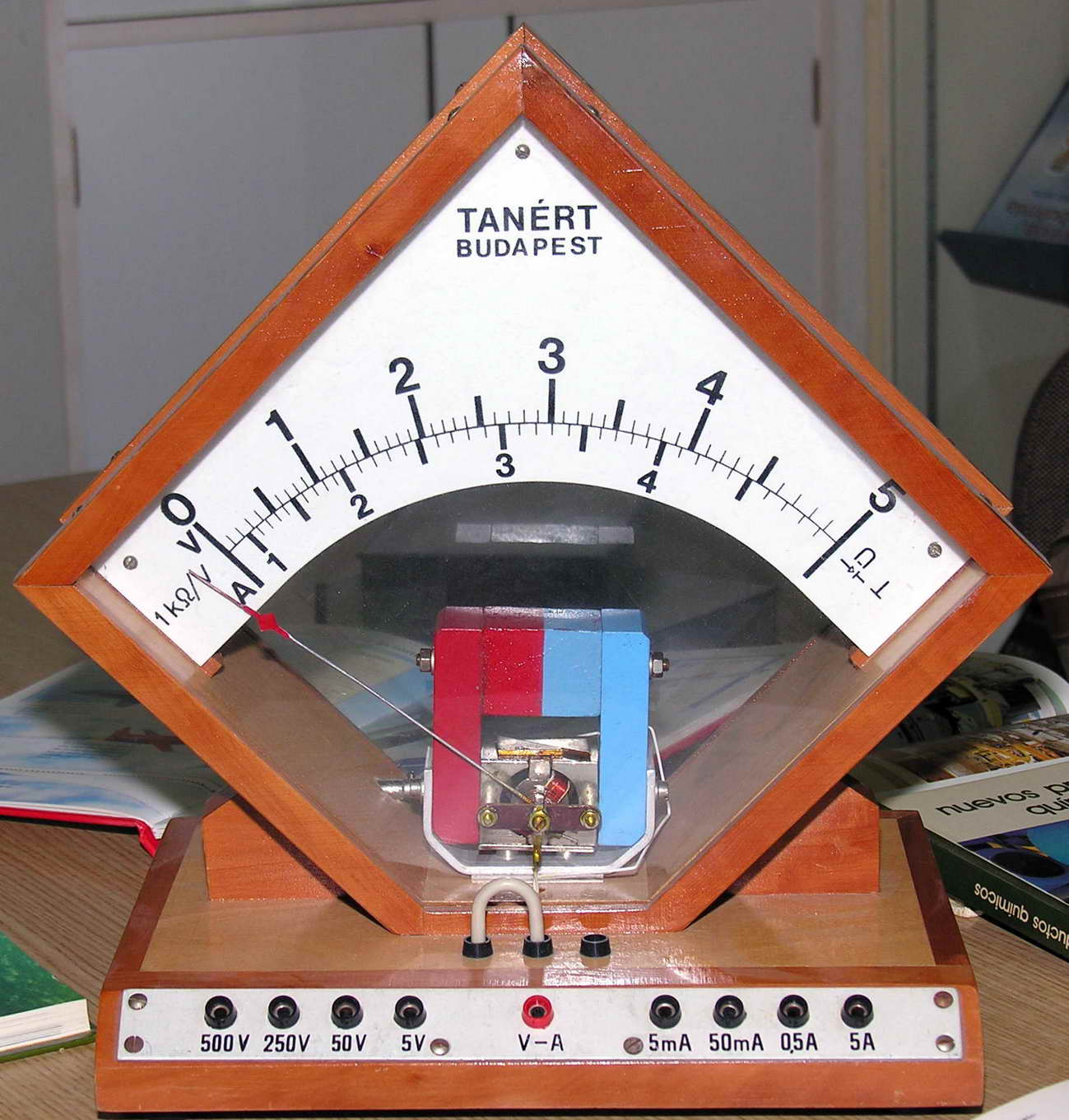
Galvanometru

André-Marie Ampère (n. 20 ianuarie 1775, Lyon – d. 10 iunie 1836, Marseille) a fost un fizician și matematician francez.
A descoperit legea interacției curenților electrici (1820) și a propus ipoteza curenților moleculari pentru explicarea magnetismului corpurilor, fiind considerat unul dintre principalii fondatori ai electromagnetismului.
Este considerat, de asemenea, un filozof strălucit, autor al unei gândiri originale și complexe. Émile Bréhier a văzut în el „una dintre cele mai extinse minți ale timpului său, cea mai puțin înrobită politicii și modelor filozofice trecătoare.”.

## Biografie

### Pregătire
Ampère a fost un autodidact, studiind matematica, fizica, chimia, științele naturale, muzica, filozofia și sociologia.
La 12 ani cunoștea calculul diferențial și integral, la 13 ani a prezentat Academiei din Lyon un tratat despre secțiunile conice și un memoriu asupra rectificării unui arc oarecare de cerc mai mic decât o jumătate de circumferință.
Până la 20 de ani, a citit cele 20 de volume ale Marii Enciclopedii, întocmite de Diderot și d'Alembert.
Ampère cunoștea mecanica analitică a lui Lagrange, precum și limbile latină, greacă și italiană.

### Carieră
În 1801 este profesor de fizică-chimie la liceul de stat din Bourg-en-Bresse, iar în 1803 este numit profesor de matematică la liceul din Lyon.
Ulterior preia catedra de Analiză la "École polytechnique" din Paris.
În 1806 devine membru consultativ în Comitetul Artelor și Meseriilor.
Este numit inspector general universitar în 1808, ca un an mai târziu să preia catedra de Fizică experimentală la "Collège de France" și de Astronomie la Universitatea din Paris.
În 1814 devine membru al "Académie des Sciences".

## Contribuții

### Fizică
Ampère a realizat studii privind interacțiunea reciprocă a curenților și magneților, apoi a curenților asupra câmpului magnetic al solenoidului.
Stabilește expresia matematică a forței electrodinamice între două fire conductoare prin care trec curenți electrici (1826), care devine una din legile de bază ale electrodinamicii. 
De asemenea, a determinat configurația curenților asupra câmpului magnetic al solenoidului, stabilind regula de fixare a sensului liniilor de câmp.
Introduce noțiunea de curent electric și tensiune electrică.
Explică magnetismul corpurilor printr-o ipoteză care se bazează pe forma circulară a curenților moleculari închiși.
Prin legea circuitului magnetic sau legea circuitală a lui Ampère, stabilește prima teorie a electromagnetismului și introduce noțiunile de electrostatică și electromagnetism.
Această lege stabilește legătura dintre câmpul magnetic și curent.
Inventează galvanometrul, aparatul cu care pot fi măsurate tensiunile electrice și curentul electric.
Inventează de asemeni un electromagnet și împreună cu François Arago realizează în 1820, primul aparat telegrafic.
Contribuțiile lui Ampère în domeniul electromagnetismului au constituit un punct de plecare pentru cercetările lui Maxwell, Ohm, Joule.
Ampère a adus contribuții și în alte ramuri ale fizicii.
Astfel, în 1828 a studiat teoria suprafețelor de undă, refracția luminii, teoria undelor luminoase, teoria cinetică a gazelor și numeroase probleme de cinematică.

### Matematică
Pentru Ampère, matematica a constituit fundamentul științelor.
În acest domeniu, a studiat ecuațiile cu derivate parțiale. Aplică calculul variațional în probleme de mecanică și a adus îmbunătățiri în teoria funcțiilor analitice.
A dat o nouă demonstrație teoremei lui Taylor.
A stabilit ecuația lănțișorului.
De asemenea, s-a ocupat de problema cuadraturii cercului, de studiul echivalenței volumelor poliedrelor, de rectificarea aproximativă a arcelor de curbă.

## Concepții filozofice
În filozofie, Ampère este adept al concepției materialiste și al transformismului.
De asemenea, a susținut ideea existenței magnetismului animal.
Ampère a fost unul dintre creatorii teoriei atomice.
Spre sfârșitul vieții, a încercat să scrie o lucrare de filozofie a științei, care rămâne neterminată.

## Scrieri
- Cours de calcul différentiel et intégral (Curs de calcul diferențial și integral), pe care l-a predat la Școala Politehnică
- Considerații asupra teoriei matematice a jocurilor (Considerations sur la théorie mathématique du jeu), Perisse, Lyon Paris 1802, online lesen im Internet-Archiv
- Précis élémentaire d'arithmétique
- Théorie des phénomènes électrodynamiques
- Essai sur la philosophie des sciences (Paris, 1848)
- Méditation (1805)

## Aprecieri și distincții
- Unitatea de măsură a intensității curentului electric îi poartă numele: "amper", fiind una dintre unitățile de măsură fundamentale.
- Numele său a fost înscris pe Turnul Eiffel.
- Mai multe școli primare, licee și colegii franceze îi poartă numele, un exemplu fiind "Colegiul Ampère" din Lyon.
- În fiecare an, "Académie des Sciences" decernează Premiul Ampère.

Ca apreciere a valorii sale, Ampère a mai fost numit și Newton-ul electricității.
În 1934, casa natală din Polegmieux a fost transformată în muzeul Maison Ampère.
Viața și operele lui Ampère au fost descrise de către Valson (1886) și de către Barhelemm St. Hilaire (1869).